# Qiaoqi
Qiaoqi (kinesiska: 硗碛藏族乡, 硗碛) är en socken i Kina. Den ligger i provinsen Sichuan, i den sydvästra delen av landet, omkring 130 kilometer väster om provinshuvudstaden Chengdu.
Genomsnittlig årsnederbörd är 1 225 millimeter. Den regnigaste månaden är juli, med i genomsnitt 227 mm nederbörd, och den torraste är januari, med 14 mm nederbörd.